# Nowoleśna Kotlina

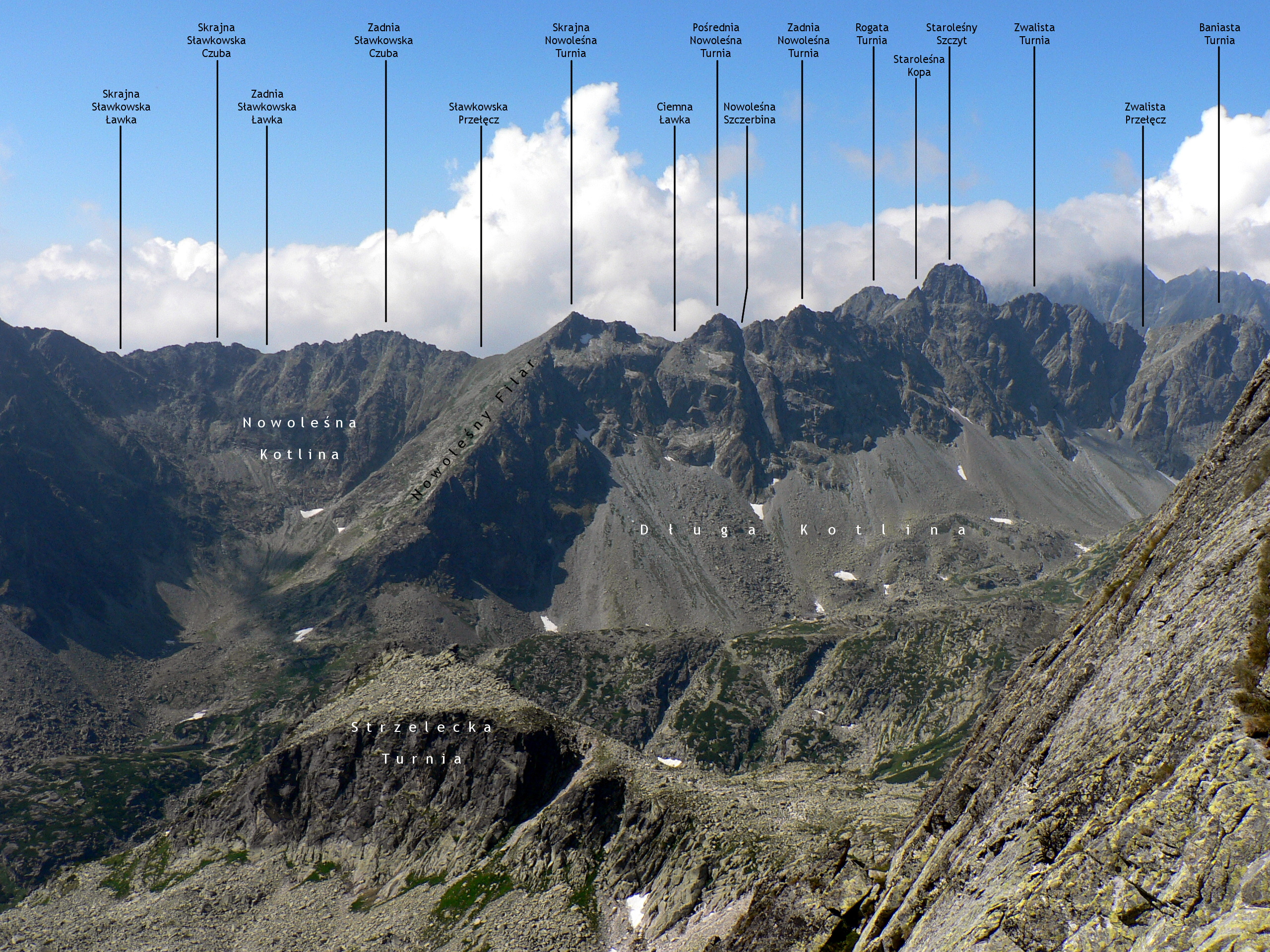
Nowoleśna Kotlina podpisana po lewej stronie zdjęcia

Nowoleśna Kotlina (słow. dolinka nad Vareškovým plesom, kotol pod Slavkovským sedlom) – kotlina położona na wysokości od 1900 do 2000 m n.p.m. stanowiąca południowe odgałęzienie Warzęchowego Koryciska w Dolinie Staroleśnej w słowackiej części Tatr Wysokich. Nowoleśna Kotlina wcina się pod północne urwiska Nowoleśnej i Sławkowskiej Grani, leży poniżej Sławkowskiej Przełęczy. Przez Nowoleśną Kotlinę nie biegną żadne znakowane szlaki turystyczne.
Nowoleśna Kotlina sąsiaduje:
- od północnego zachodu z Długą Kotliną – oddzielona tzw. Nowoleśnym Filarem odchodzącym na północny wschód od wierzchołka Skrajnej Nowoleśnej Turni,
- od wschodu z Jaminą – oddzielona Warzęchowym Filarem odchodzącym od masywu Sławkowskiej Kopy na północ,
- od południa z Doliną Sławkowską – oddzielona Sławkowską Granią i niewielkim fragmentem Nowoleśnej Grani,
- od północy z Warzęchowym Koryciskiem i Warzęchową Kotliną, na której dnie leży Warzęchowy Staw.